# Lucía Fumero
Lucía Ana Fumero Pignat (* 1991 in Barcelona) ist eine spanische Jazzmusikerin (Piano, Gesang).

## Leben und Wirken
Fumero, Tochter des Bassisten Horacio Fumero, begann im Alter von vier Jahren Klavier zu spielen; sie erhielt eine klassische Musikausbildung am Städtischen Konservatorium von Barcelona, die sie 2010 mit einem Berufsabschluss beendete. Am Rotterdams Conservatorium machte sie einen Bachelorabschluss mit Schwerpunkt auf Latin Music, um dann Jazz-Piano an der Escola Superior de Música de Catalunya zu studieren.
Mit Rita Payés, mit der Fumero eine langjährige Zusammenarbeit verbindet, war sie 2019 im Quartett in Europa auf Tournee (mit Martin Laportilla und Juan Berbín). Fumeros Debütalbum Universo normal (2020) enthält den gemeinsamen Titel Pichón mit Payés. Im Oktober 2023 gastierten die beiden im renommierten Jazzclub Recoletos Jazz Madrid. Weiterhin arbeitete Fumero mit Lluc Casares, Pol Batlle, Nico Roig sowie Salvador Sobral und im Quintett mit Rita Payés, Eva Fernández und Magalí Datzira (mit Juan Berbín, perc). Mit Martín Leiton und Dídac Ruíz arbeitete sie im Underpool Collective, mit dem sie auf dem Album Esto sí se llama querer (2021) dokumentiert wurde. Sie gehörte zum Power-Trio von Martín Meléndez, mit dem sie das Album I Have a Dream (2021) einspielte.
Beim Festival Canarias Jazz trat Fumero im Trio mit Juan Pablo Balcázar und David Xirgu auf. 2022 tourte sie international mit ihrem Trio, zu dem Martín Leiton und Juan Rodriguez Berbín gehörten, und stellte ihr Album Universo Normal vor. Ausschnitte präsentierte sie auch im spanischen Fernsehen RTVE. Im Duo mit ihrem Vater Horacio Fumero folgte 2023 das Album Los Fumeros, das ebenfalls bei Seed veröffentlicht wurde. Weiterhin legte sie die EP La naissance de la mer (2023) vor. 2024 folgt mit ihrem regulären Trio ihr Doppelalbum Folklore, ebenfalls bei Seed. Ferner ist sie auf Munir Hossns Album Vientre und der EP Such Is Life von AnnaOtta zu hören.

## Preise und Auszeichnungen
Fumero gewann 2020 den Jazz-Wettbewerb Juventudes Musicales de España sowie den EMCY-Preis (den Sonderpreis der Europäischen Union der Musikwettbewerbe für Jugendliche).